# Botyodes
Botyodes és un gènere d'arnes de la família Crambidae.

## Taxonomia
- Botyodes andrinalis Viette, 1958
- Botyodes asialis Guenée, 1854
- Botyodes borneensis Munroe, 1960
- Botyodes brachytorna Hampson, 1912
- Botyodes crocopteralis Hampson, 1899
- Botyodes diniasalis (Walker, 1859)
- Botyodes fraterna Moore, 1888
- Botyodes fulviterminalis Hampson, 1898
- Botyodes principalis Leech, 1889
- Botyodes rufalis Hampson, 1896

## Espècies antigues
- Botyodes flavibasalis Moore, 1867
- Botyodes inconspicua Moore, 1888